# Sporothrix
Sporothrix Hektoen & C.F. Perkins – rodzaj grzybów z rodziny Ophiostomataceae. Mikroskopijne grzyby strzępkowe.

## Charakterystyka
Do rodzaju Sporothrix należy ponad 50 gatunków szeroko rozpowszechnionych w przyrodzie, najbardziej w ciepłych, tropikalnych i subtropikalnych regionach klimatycznych. Zostały wyizolowane jako saprotrofy ze starzejącej się lub martwej roślinności, takiej jak siano, słoma, mech torfowiec, drewno i gleba bogata w rozkładającą się materię organiczną. Są to grzyby dymorficzne, to znaczy mogące występować zarówno w postaci drożdżowej, jak i strzępkowej. Postać strzępkowa jest saprotrofem, drożdżowa pasożytem, a przemiana z postaci strzępkowej w drożdżową zachodzi pod wpływem zmiany temperatury na temperaturę ciała ludzkiego, z tego powodu grzyby te nazywa się termodymorficznymi. Postać drożdżowa może powodować choroby roślin, owadów i zwierząt, w tym ludzi. Wywołana przez nie choroba to sporotrychoza. Liczne gatunki rodzaju Sporothrix to grzyby współżyjące ze zwierzętami; powszechnie występują razem z owadami porażającymi drzewa.
Konidiofory szkliste, nierozgałęzione, wyrastające z wierzchołków lub odgałęzień strzępek, Komórki konidiotwórcze w górnej części z wyraźnymi, ząbkowatymi wyrostkami, na których powstają konidia. Konidia szkliste, cylindryczne, elipsoidalne lub alantoidalne z nieco ściętą podstawą, jednokomórkowe.

## Systematyka i nazewnictwo
Pozycja w klasyfikacji według Index Fungorum: Ophiostomataceae, Ophiostomatales, Diaporthomycetidae, Sordariomycetes, Pezizomycotina, Ascomycota, Fungi.
Takson utworzyli w 1919 roku Hans Sydow i Paul Sydow. Gatunkiem typowym jest Sporothrix schenckii Hektoen & C.F. Perkins. Synonimy nazwy naukowej:
- Sporotrichopsis Guég. 1911
- Spumatoria Massee & E.S. Salmon 1901

Gatunki występujące w Polsce:
- Sporothrix schenckii Hektoen & C.F. Perkins 1900

Nazwy naukowe na podstawie Index Fungorum. Wykaz gatunków według Mułenki i in.